# Frederick John Robinson
{{Infocaseta Om politic
| nume	= Frederick John Robinson, The Viscount Goderich
| nationalitatea=  engleză
| imagine_mica	=
| imagine	=Frederick John Robinson, 1st Earl of Ripon by Sir Thomas Lawrence.jpg
| descriere	=
| functia	= Prim-ministru al Regatului Unit al Marii Britanii și Irlandei
| inceput	=31 august 1827
| sfarsit	= 21 ianuarie 1828
| predecesor	= George Canning 
| succesor	=Arthur Wellesley
| data_nasterii	=1 noiembrie 1782
| locul_nasterii=Londra 
| data_decesului=28 ianuarie 1859
| locul_decesului=Londra 
| partid	= Partid Tory (Regatul Unit) 
| sotia	= 
| note	=
}Frederick John Robinson (n. 1 noiembrie 1782 – d. 28 ianuarie 1859 Londra)  este un marinar britanic. A fost prim ministru al Marii Britanii  între  1653 și 1658.